# Olev Siinmaa

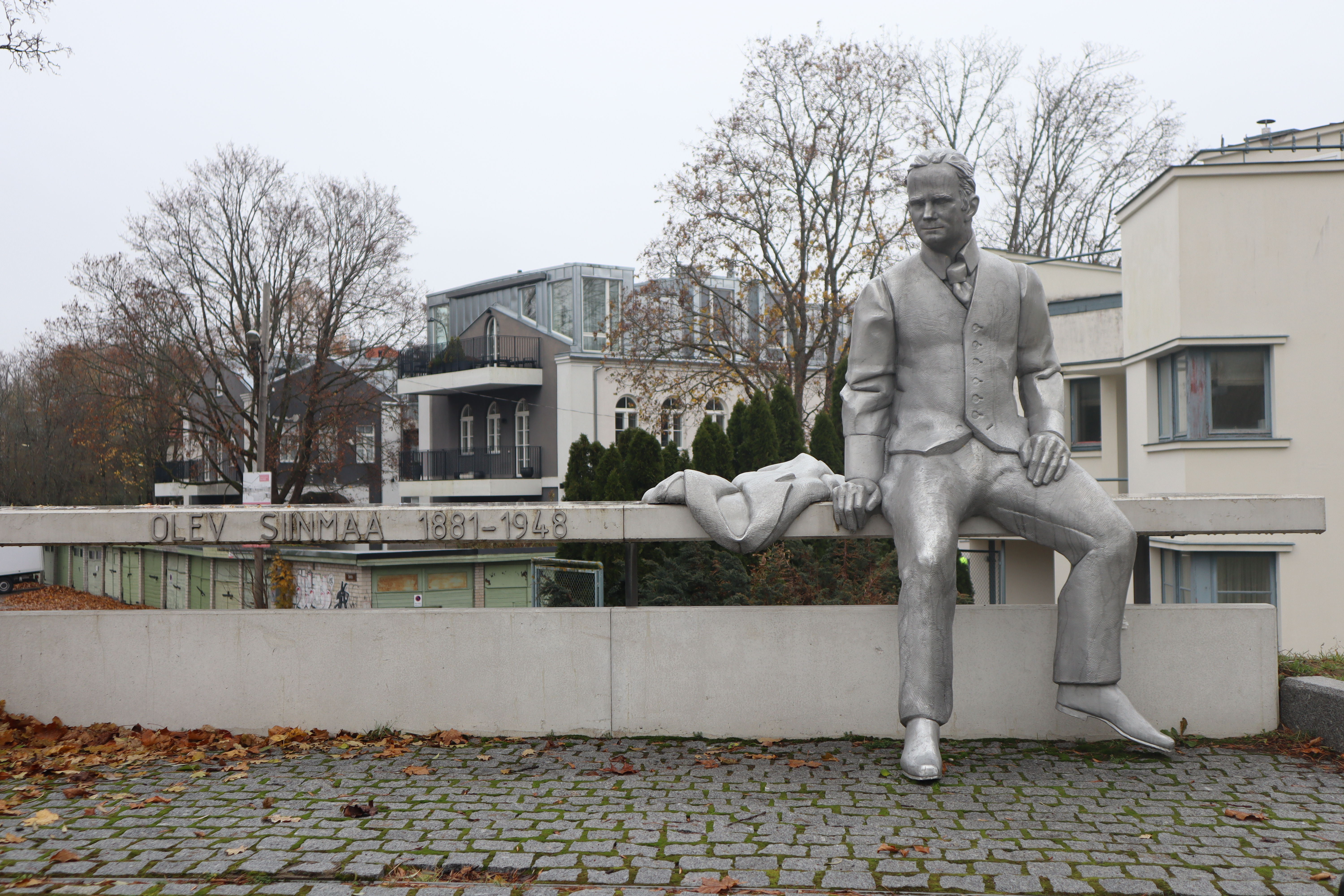
Olev Siinmaa, Denkmal in Pärnu (Foto 2023)

Olev Siinmaa (bis 1936: Oskar Siimann; auch: Oskar Siiman; * 12. November 1881 in Pärnu, Estland; † 29. März 1948 in Norrköping, Schweden) war ein estnischer Architekt. Er war der Begründer eines Stils, der als „Pärnuer Bäderfunktionalismus“ bezeichnet wird.
Siinmaa wurde in Pärnu als Sohn eines Tischlers geboren. Er studierte Innenarchitektur in Wismar und Konstanz. 1925 wurde er zum Stadtarchitekten von Pärnu ernannt. 
1930 entstand sein erstes Gebäude im funktionalistischen Stil in der Roosikrantsi Straße in Tallinn. 
Seine bekannteste Hinterlassenschaft ist das Strandhotel von Pärnu, das er gemeinsam mit Anton Soans entwarf und das zwischen 1935 und 1937 errichtet wurde. Das Gebäude wurde als „Flaggschiff einer neuen funktionalistischen Architektur“ beschrieben. 1938 bewarb sich Siinmaa ebenso wie sein Kollege Alar Kotli darum, im westestnischen Paslepa die Sommerresidenz des damaligen estnischen Präsidenten Konstantin Päts entwerfen zu dürfen. Kotli entwarf die Repräsentationsräume des Gebäudes, während Siinmaa für die Kanzlei des Präsidenten verantwortlich zeichnete.
1944 emigrierte Siinmaaa nach Schweden, wo er 1948 starb.
1994 wurde das Strandhotel von Pärnu, nachdem es mehrere Jahre dem Verfall preisgegeben war, von der Hotelkette Scandic Hotels erworben, renoviert und als „Scandic Rannahotell“ wieder in Betrieb genommen.